# تپه کلی بلاغ
تپه کلی بلاغ مربوط به هزاره اول قبل از میلاد - دوره اشکانیان و دوره ساسانیان است و در شهرستان میانه، بخش ترکمنچای، دهستان اوچ تپه غربی، ۲ کیلومتری جنوب روستای بیات سفلی واقع شده و این اثر در تاریخ ۲۷ آبان ۱۳۸۶ با شمارهٔ ثبت ۲۰۱۸۶ به‌عنوان یکی از آثار ملی ایران به ثبت رسیده است.